# 第一次古赛尔战斗
第一次古赛尔战斗是2012年2月至4月发生于霍姆斯市附近的小城古赛尔的一场战斗，战斗中一方为叙利亚政府军和沙比哈民兵，另一方为叙利亚自由军（FSA）。

## 背景
自从2011年11月起，古赛尔持续地遭到叙利亚政府军围攻，直到2012年2月大规模战斗前为止，统计共有66名居民丧生。
古赛尔市的重要性在于它位于与黎巴嫩的边境附近，可作为军用武器的走私路线。控制该市也象征着边界的掌控权。更重要的是，此处为大马士革与霍姆斯之间高速公路的必经之地。对于政府军而言，攻下此城将可切断反对派的补给路线，迫使于霍姆斯作战的反对派撤守。另外，此处也能通往阿拉维派的重镇塔尔图斯。

## 前期冲突
2012年2月10日，叙利亚国家媒体报道称古赛尔再次爆发冲突，一名中校、一名一级准尉和两名警官丧生。三天之后，FSA与叙利亚政府军的战斗加剧，当时FSA成员攻占了古赛尔市内的叙利亚情报机构大楼并打死了5名情报官员。在袭击情报部门大楼之后，FSA成员开始准备对城内驻守在主要医院和市政厅的大约400名政府军和亲政府民兵发动攻势。之后FSA受到报告称4辆坦克正从古赛尔市北部接近。而在此时，据称在城内还有20名政府军的狙击手，“他们向任何移动物体开火”。城内的居民、活动人士还有其他消息来源称自11月以来在该市丧生的70名居民大部分都是死于政府军的狙击手。2月21日，据报道政府军对该市展开炮击并导致5名平民丧生。
2月15日，3名农民在一处政府军检查站被拘留，之后3人被发现死于古赛尔市。

## FSA的进展
时代周刊的记者进入了该市，但在2月25日前离开了该市。在他的报道中记载了一些激烈战斗，包括FSA成员攻占了该市北部的一处主要的政府军检查站，四名沙比哈民兵成员丧生。这些人可能是被反对派武装处决的。
FSA最终在2月25日扭转了形势，当时30名政府军士兵和1辆T-62坦克投靠到了FSA阵营。这辆坦克对反对派武装来说至关重要。它被暂时隐蔽起来，之后依靠两辆拖拉机和一辆卡车的帮助下重新启动，并很快便体现了自身的价值，这辆坦克向政府军阵地开火并扭转了战斗局面。 之后政府军成功攻占了城内的大部分政府军据点。当天晚些时候，一张照片被上传到网上，照片中显示反对派武装成功使用了坦克，并且FSA的成员围在这辆坦克周围。在照片中还出现了一辆武装皮卡。
在战斗之后，城内的反对派武装告诉记者说，在战斗中有20名政府军士兵丧生，还有80名依旧忠于政府的士兵逃离了该市。据报道政府军在战斗中总共损失了3辆坦克。FSA在该市的指挥官说除了两天之前取得的进展，此时政府军已经无法向城内派出增援部队，这促使了城内残存的政府军逃离该市。当地的反对派武装声称在战斗中1名反对派武装丧生，还有6人受伤。
2月27日，政府军对古赛尔市展开炮击，随后当地传出连续不断的枪炮声，但没有关于伤亡情况的报道。古赛尔市在连接霍姆斯市的秘密地道被政府军摧毁之后变得更加孤立了，这两座城市相距15公里。反对派武装报告称在古赛尔市附近有35辆坦克驻守，而在霍姆斯市还有200辆坦克。同一天，有人看见一家政府军的无人机在该市上空搜集情报。
2月29日，FSA与叙利亚政府分别控制了该市的不同区域，叙利亚政府军尤其控制了该市的医院、市政厅和墓地。由于无法进入墓地，有60名死者被埋在一处公共花园里。这些死者中包括1名摄像师，这名摄像师在黎巴嫩因伤势过重而死，之后被运回家乡安葬。控制着城市一半左右地区的反对派武装抱怨说由于政府军在叙黎边境地区的部署，导致他们越来越难以获取武器弹药。这座城市原有的15000名居民中有大约60%已经逃离了该市。两名逃离该市的居民证实政府军的坦克已经开进了霍姆斯市的Baba Amr街区。

## 政府军的反攻
3月1日，FSA失去了对霍姆斯市的Baba Amr街区的控制，这使得霍姆斯市内只有小部分街区还有抵抗。古赛尔和拉斯坦成为了反对派在霍姆斯省最后控制的两座主要城镇。在3月4日早晨，政府军对古赛尔市发动进攻。这场进攻开始于政府军的炮击，随后坦克开进了该市。
政府军的炮击持续了相当长的时间，城内的几乎所有建筑都受到了影响，不少建筑被炸毁。
在3月22日，反对派声称政府军使用迫击炮和狙击手袭击了古赛尔市的平民。据称有3名平民丧生。而在FSA对一处政府军检查站的袭击中，政府军损失了4名士兵。
4月5日，在该市爆发的激烈冲突中有4名反对派武装、3名平民和1名政府军丧生。
4月19日，反对派武装声称在两天的战斗中他们摧毁了两辆坦克以及1辆装甲车，还打死了数十名政府军士兵。据反对派武装的说法，在战斗中1名政府军坦克驾驶员叛变。根据报道，截止4月20日，叙利亚政府军与反对派武装分别控制了该市的一半地区。根据该市医院的报道，当天1名平民死于政府军的迫击炮炮轰。

## 后续事件

### 僵局
到了4月23日，FSA已经接管了古赛尔北部和周边村庄的安全职责，并至少让1名前警官恢复工作。FSA的1名指挥官说该组织的主要目标是对政府军持续发动袭击以及保护平民免受政府军的袭扰。
据报道在4月20日，黎巴嫩激进恐怖组织“法塔赫伊斯兰”的高级领导人Abdel Ghani Jawhar在古赛尔丧生。当时他正在制作炸弹，不慎将其引爆。根据该组织的说法，之前他与30名黎巴嫩武装分子来到叙利亚以参加这场内战。
4月29日，在古赛尔地区，一名政府军军官丧生。
5月9日，半岛电视台记者James Bays冒险进入古赛尔。在报道中提到在古赛尔市有两支主要的反对派武装。第77旅主要几乎完全由前政府军士兵组成。在城内他们主要由一名上尉指挥，这名上尉曾经是叙利亚政府军一支精英部队的指挥官。据Bays的说法，这支部队训练有素，另一支部队是法鲁克旅，这支部队有很多平民加入，但大部分是政府军的变节者。这两支部队在城内统一接受一名上校的指挥。这名指挥官说：“政府军的坦克一直在变换位置。大约一周之前，超过15辆坦克违反了停火协议。当时政府军正试图进入该市并将其分割为多个部分。”

### FSA的攻势
FSA在6月15日对城内的检查站发动袭击。战斗持续到了第二天。叙利亚国家电视台报道称政府军摧毁了两辆反对派地武装皮卡，打死数名反对派武装。6月17日，据报道6名试图从黎巴嫩渗透到古赛尔的反对派武装被击毙，还有4人被打伤。同一天，FSA宣称他们已经将政府军从位于城市南部的据点中赶了出来。FSA还交给半岛电视台1份录像带，这段视频中显示他们正在占据着一辆被缴获的政府军坦克和以及一门高射炮。但是，反对派攻占古赛尔市南部的消息无法被独立证实。
在6月初，据证实古赛尔市内的战斗仍在继续。半岛电视台的记者制作了一份专题报道，在报道中证实反对派攻占了政府军在古赛尔的主要据点——古赛尔市市政厅。这座市政厅被反对派武装拆毁，以防止它被政府军夺回。数十名反对派武装在试图从黎巴嫩渗透至叙利亚的过程中被击毙。
7月10日，有多篇报道暗示古赛尔已经被反对派武装完全控制，但该市正遭到政府军的围困，城内的居民正面临着人道主义危机。但是，之后证实政府军还控制着古赛尔市的主要街道。
7月29日，叙利亚国家电视台报道称执法部门成员击退了反对派的一次进，打死8名反对派成员并打伤其余15人。
7月30日，5名反对派成员在古赛尔丧生。
10月2日，FSA宣称在古赛尔附近的一次伏击中打死了真主党的指挥官Ali Hussein Nassif。
10月17日，FSA宣称在之前一周在古赛尔附近俘虏了13名真主党成员，并威胁称将对真主党位于贝鲁特的据点展开报复。反对派武装还声称真主党从黎巴嫩向他们发射火箭弹。纽约时报报道称是从黎巴嫩境内真主党控制的城镇赫尔梅尔发射的。赫尔梅尔距离古赛尔大约10英里。
为了控制古赛尔与黎巴嫩之间的一处制高点，反对派武装试图将什叶派居民赶走，并在政府军撤出该地之后与“叙利亚人民委员会”（SPC）的武装分子发生交战。SPC的武装分子最终控制了当地。

### 2013年政府军的反攻
政府军的第二轮反攻开始于2013年5月中旬，并在3周之后结束。政府军在黎巴嫩真主党的支援下夺回了这座城市。这场战斗被视为是叙利亚内战的转折点。